# Империал (монета)
Империа́л (от лат. imperialis — императорский, имперский; первоначально — Имперская российская монета) — золотая монета Российской империи.

## История
Чеканилась в 1755—1805 и в 1885—1917 годах.

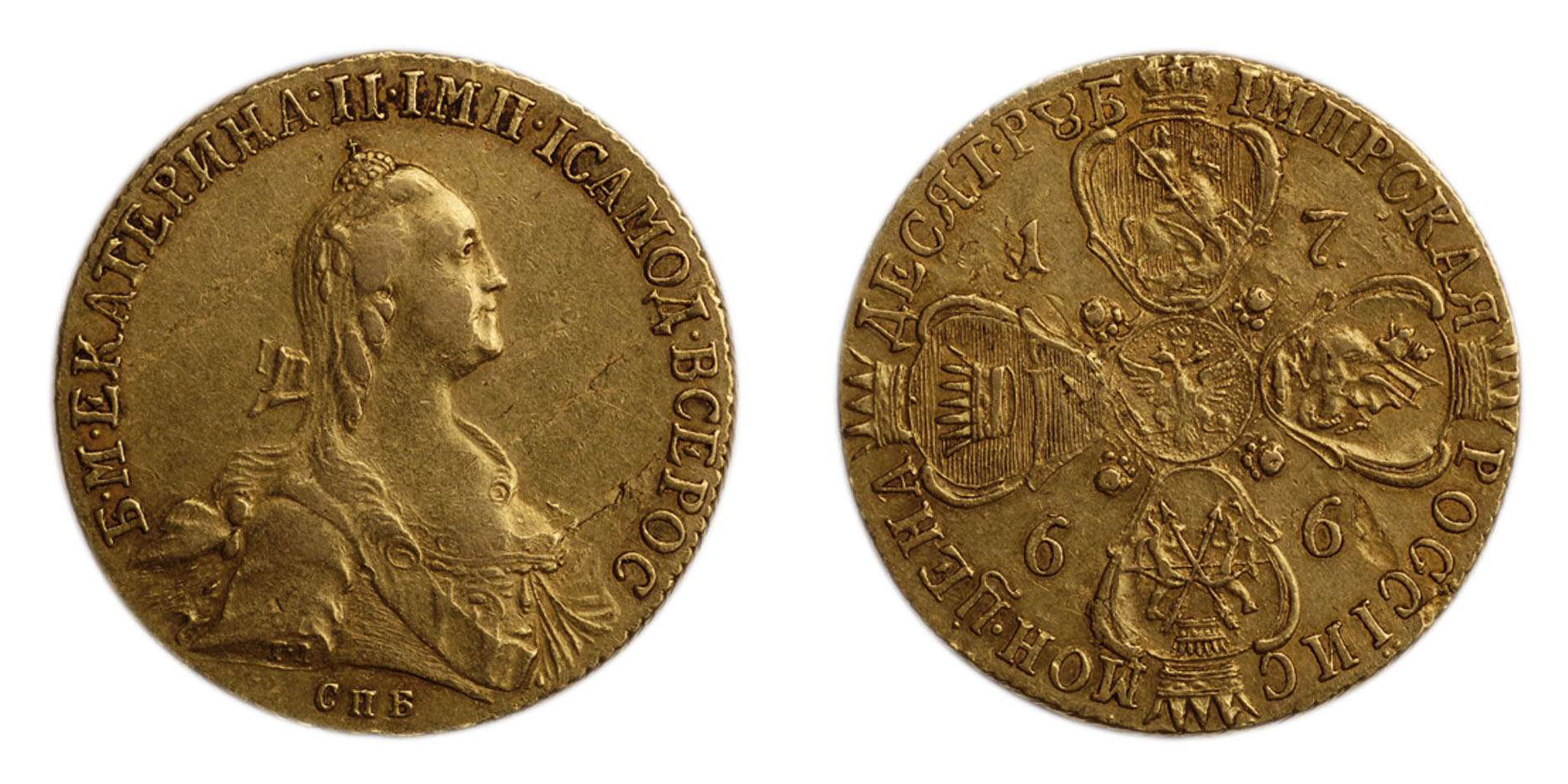
Имперская российская монета (10 рублей) 1766 года

Монета образца 1885 года имела номинал 10 рублей и была равноценна 10 серебряным рублям. Делалась из золота 900/1000 пробы, вес монеты составлял 12,9039 (±0,018) г (2 золотника и 69,36 доли — 11,61 г чистого золота), диаметр — 24,384 мм (96 точек). Была эквивалентна двойному наполеондору (40 франков).
Согласно указу «О чеканке и выпуске в обращение золотых монет» от 3 января 1897 года (подготовленного министром финансов России С. Ю. Витте) на золотых империалах и полуимпериалах при сохранении их прежнего золотого содержания чеканился новый номинал в 15 рублей и 7,5 рублей соответственно (по паритету приравненные к французским монетам в 40 и 20 франков), то есть фактически была проведена девальвация рубля на 1/3. 15- и 7,5-рублёвые монеты чеканились только в 1897 году.

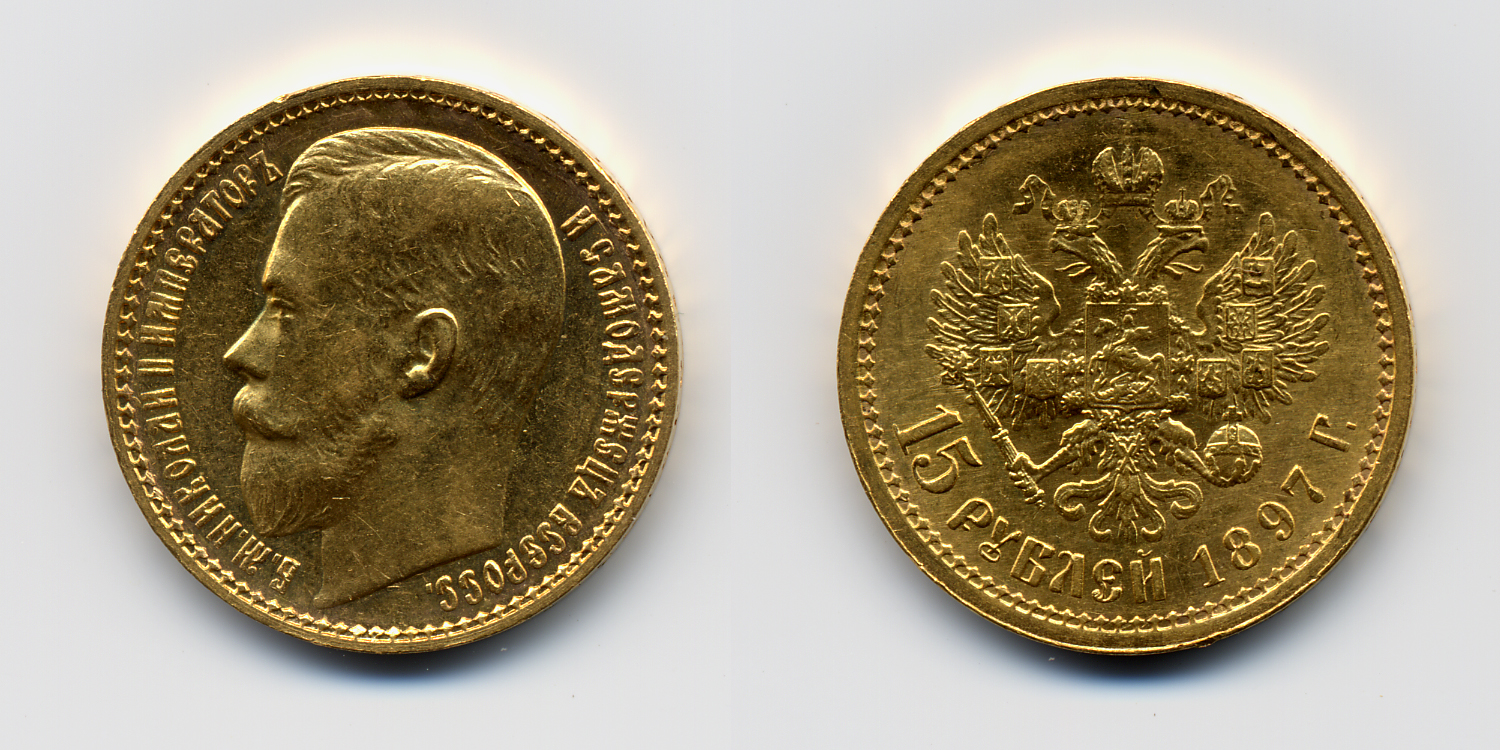
Империал (15 рублей) 1897 года

По указу от 4 ноября 1897 года также чеканились пятирублёвые золотые монеты с содержанием 3,87 г чистого золота, а по указу от 11 декабря 1898 г. — 10-рублёвые монеты с содержанием 7,74 г чистого золота.
В 1755 году был отчеканен пробный вариант двойного империала номиналом в 20 рублей; монета была той же пробы и типа, как империалы и полуимпериалы.